# Kleistův pomník
Kleistův pomník eller Pomnik gen. Kleista (1813) är ett monument i Tjeckien.   Det ligger i regionen Ústí nad Labem, i den nordvästra delen av landet, 80 km norr om huvudstaden Prag. Kleistův pomník ligger 681 meter över havet.